# Dawid Armand
Dawid Lwowicz Armand (ur. 14 kwietnia 1905 w Moskwie, zm. 28 listopada 1976 tamże) – radziecki geograf fizyczny, badacz krajobrazu, działacz na rzecz ochrony środowiska naturalnego, profesor Instytutu Geografii Rosyjskiej Akademii Nauk, absolwent Wydziału Geografii Moskiewskiego Uniwersytetu Państwowego.
Urodził się w kwietniu 1905 roku w rodzinie rosyjskiego przemysłowca o francuskich korzeniach. Jego ojcem był jeden z trzech jego synów, którzy cechowali się liberalnymi poglądami. Drugi z synów wstąpił w związek małżeński z Jelizawietą Fiodorowną Steffen, która później, znana pod imieniem Inessa, dała się poznać jako działaczka Socjaldemokratycznej Partii Robotniczej Rosji oraz bliska współpracowniczka i kochanka Włodzimierza Lenina

## Odznaczenia
- Złoty medal im. Piotra Pietrowicza Siemionowa-Tienszanskiego[1]

## Wybrane publikacje
- Nauka o krajobrazie: podstawy teorii i metody logiczno-matematyczne, PWN 1980, ISBN 83-01-00342-1
- Nam i wnukam (tłum. Dla nas i naszych wnuków)[1]